# Seznam vědeckých a technologických parků
Seznam vědeckých parků a technologických parků podle jednotlivých kontinentů.

## Severní Amerika

### Kanada

#### Alberta
- Edmonton Research Park (Edmonton)

#### Britská Kolumbie
- University of British Columbia (Vancouver, Kelowna)
- Vancouver Island Technology Park (Victoria)

#### Manitoba
- Smartpark Research and Technology Park (Winnipeg)

#### Ontario
- MaRS Discovery District (Toronto)
- Research & Technology Park (Waterloo)
- The University of Western Ontario Research Park (2 campuses: London & Sarnia-Lambton)

#### Quebec
- High Tech Park
- Technoparc Montreal

#### Saskatchewan
- Innovation Place Research Park (2 parky: Regina & Saskatoon)

### USA

#### Alabama
- Cummings Research Park (Huntsville)
- UAB Oxmoor ()

#### Arizona
- Arizona State University Research Park ()
- University of Arizona Science and Tech Park ()

#### Kalifornie
- NASA Ames Research Park (blízko Sunnyvale)
- Silicon Valley (San Jose oblast)
- Stanford Research Park (Palo Alto)
- Silicon Valley North (Kanata)

#### Florida
- Central Florida Research Park (Orlando)
- Miami Civic Center (Miami, Florida)

#### Illinois
- The Illinois Science & Technology Park (Skokie}

#### Indiana
- Purdue Research Park (West Lafayette)

#### Maryland
- Science and Technology Park at Johns Hopkins (Baltimore)

#### Massachusetts
- University Park at MIT – Cambridge

#### Michigan
- TechTown at Wayne State University – Detroit

#### New York
- Rensselaer Technology Park v RPI  Archivováno 7. 2. 2011 na Wayback Machine.

#### Severní Karolína
- Research Triangle Park (Raleigh-Durham)
- University Research Park (University City – Charlotte)
- North Carolina Research Campus (Kannapolis)
- North Carolina State University Centennial Campus (Raleigh)
- Gateway University Research Park (Greensborou)
- Piedmont Triad Research Park (v centre Winston-Salem)
- University of North Carolina at Chapel Hill – Carolina North Campus (Chapel Hill)

#### Severní Dakota
- North Dakota State University Research Technology Park  (Fargo)

#### Ohio
- Miami Valley Research Park, Kettering – v Greater Dayton oblasti
- Mound Advanced Technology Center Miamisburg, OH

#### Pensylvánie
- University of Pittsburgh Applied Research Center (U-PARC), Harmarville
- Pittsburgh Technology Center, Pittsburgh
- Bettis Atomic Power Laboratory, West Mifflin
- University City Science Center, Philadelphia

#### Jižní Karolína
- Clemson ICAR mezinárodní centrum pro automobilový výzkum Greenville (Jižní Karolína)
- The University of South Carolina's Innovista blízko The Vista District v centre, Columbia, SC.

#### Jižní Dakota
- South Dakota State University Innovation Campus Research Science Technology Park (Brookings)

#### Texas
- University of Houston Energy Research Park (Houston)
- Texas A&M University Research Park (College Station)
- Texas Research Park (San Antonio)
- University of North Texas Research Park (Denton)

### Mexiko
- Mexikanisches Silicon Valley (Jalisco)

## Jižní Amerika

### Argentina
- Parque Tecnológico Misiones

### Brazílie
- Biominas Foundation (Belo Horizonte)
- Brazilian Silicon Valley (Campinas)
- Butantan Institute (Sao Paulo)
- Oswaldo Cruz Foundation (Rio de Janeiro)

## Asie

### Čína
- Hong Kong Science Park (Hongkong)
- Shanghai Pudong Software Park (Šanghaj)
- Shanhai Zhangjiang Hi-tech Park (aka Zhangjiang Drug Valley) (Šanghaj)
- Suzhou BioBay (Suzhou)
- Suzhou Industrial Park (Suzhou)
- Zhongguancun (aka Beijing Zhong-guan-cum Life Science Park) (Peking)

### Indie
- Genome Valley
  - Shapoorji Pallonji Biotech Park
- ICICI Knowledge Park
- India Silicon Valley (Bangalore)

### Izrael
- Tamar Science Park (Rehovot)

### Japonsko
- Kansai Science City (Kansai)
- Tokyo Bay Biotech cluster
- Tsukuba Science City
- Yokosuka Research Park
- Kyoto Research Park (Kjóto)

### Jižní Korea
- Daedeok Science Town

### Malajsie
- Cyberjaya (blízko Kuala Lumpur)
- Technology Park Malaysia (Kuala Lumpur)

### Pákistán
- Kahuta Research Laboratories, (vojenský výzkumný komplex, Kahuta)
- CEMB BioMolecular Lab, (The University of the Punjab, Láhaur)
- CMER, ESMEC, CRC, SEDC a CASM, (LUMS, Láhaur)
- PCSIR, (Láhaur)
- Netsol, (Láhaur)
- Shaukat Khanum Memorial Cancer Hospital & Research Centre, (Láhaur)

### Katar
- Qatar Science & Technology Park (Dauha)

### Singapur
- Biopolis
- Singapore Science Park (Singapur)

### Spojené arabské emiráty
- Silicon Oasis (Dubai)

### Thajsko
- Thailand Science Park (severně od Bangkoku)

### Tchaj-wan
- Hsinchu Science Park (Hsinchu City)
- Central Taiwan Science Park (Taichung City)
- Southern Taiwan Science Park (Tainan County)
- Tainan Science Park (Tainan City)

### Turecko
- Teknopark İstanbul, (Istanbul)
- İYTE Teknopark, (İzmir)
- Selcuk University Technology Development Zone, (Konya)  Archivováno 9. 2. 2008 na Wayback Machine.
- İ.T.Ü. ARI Teknokent Technology Development Zone, (Istanbul)

## Austrálie
- Australian Technology Park (Sydney)
- Technology Park Adelaide (Mawson Lakes)
- Macquarie Park, Sydney, NSW (včetně vědeckého parku Macquarie University)
- Canberra Technology Park (Canberra)
- Technology Park (Bentley)
- Innovation Campus - University of Wollongong (Austrálie)

## Evropa

### Bělorusko
- Belarus High Technologies Park (Minsk)

### Belgie

#### Brusel
- Da Vinci Research Park
- Erasmus Research Park
- Mercator Research Park
- Vesalius Research Park

#### Vlámsko
- Arenberg Research-Park
- Greenbridge science park
- Haasrode Research-Park
- Innotek
- Limburg Science Park
- Waterfront Researchpark
- Zwijnaarde science park

#### Valónsko
- Science Parks of Wallonia
- Louvain-la-Neuve Science Park
- Liège Science Park
- Crealys Science Park
- Aéropole Science Park
- Initialis Science Park
- Qualitis Science Park

### Česko
- BIC Brno (Brno)
- BIC Ostrava (Ostrava)
- BIC Plzeň (Plzeň)
- Centrum podpory inovací VŠB-TUO (Ostrava-Poruba)
- CTTV – INOTEX (Dvůr Králové n.L.)
- Český technologický park (Brno)
- Inovacentrum ČVUT (Praha 6)
- Inovační biomedicínské centrum ÚEM AV ČR (Praha)
- Inovační technologické centrum – VÚK (Panenské Břežany)
- Jihočeský vědeckotechnický park (České Budějovice)
- Jihomoravské inovační centrum (Brno)
- Podnikatelské a inovační centrum Most (Most)
- Podnikatelské centrum RUMBURK, VTP (Rumburk)
- Podnikatelský a inovační park Agritec (Šumperk)
- Podnikatelský a inovační park H. Brod (Havlíčkův Brod)
- Podnikatelský inkubátor Brno – Jih (Brno)
- Podnikatelský inkubátor Kunovice – Panský dvůr (Kunovice)
- Podnikatelský inkubátor Nymburk, p.o. (Nymburk)
- Podnikatelský inkubátor RVP Invest (Fulnek)
- Podnikatelský inkubátor STEEL IT (Třinec)
- Podnikatelský inkubátor Vsetín (Vsetín)
- Průmyslový areál Slavičín – Centrum informačních technologií a aplikované informatiky (Slavičín)
- Středisko rozvoje IT OLLI (Brno)
- Technologické centrum Akademie věd ČR (Praha 6)
- TECHNOLOGICKÉ CENTRUM Hradec Králové (Hradec Králové)
- Technologické inovační centrum ČKD Praha (Praha 9)
- Technologické inovační centrum (Zlín)
- Technologický inkubátor VUT a TI2 v Brně (Brno)
- Technologický park Chomutov o.p.s. (Chomutov)
- Technologický park Progress (Holešov)
- Technologický park při VÚTS Liberec (Liberec)
- TechnoPark Pardubice (Pardubice)
- Vědecko – technologický park Ostrava (Ostrava)
- Vědecko technický park Řež (Husinec – Řež)
- Vědeckotechnický park Agrien (České Budějovice)
- Vědeckotechnický park Novém Hrady (Nové Hrady)
- Vědeckotechnický park Plzeň (Plzeň)
- Vědeckotechnický park při UTB ve Zlíně (Zlín)
- Vědeckotechnický park Roztoky, a.s. (Roztoky)
- Vědeckotechnický park Univerzity Palackého (Olomouc)
- Vědeckotechnický park Ústí nad Labem (Ústí nad Labem)
- Vědeckotechnický park VZLÚ Praha (Praha – Letňany)
- Vědeckotechnický park, ENKI (Třeboň)
- VTP Mstětice (Zeleneč – Mstětice)
- VYRTYCH – Technologický park a inkubátor (Březno)

### Finsko
- Hermia (Tampere)
- Otaniemi vědecký park – největší technologické centrum v severských zemích
- Turku Science Park
- Technology Centre Teknia & Kuopio Science Park (Kuopio)
- Technopolis Group

### Francie
- Eurasante Bio-business Park (Lille)
- Sophia Antipolis (Nice)
- Silicon Sentier (Île-de-France)
- Technopolis Group
- Inovallée (Rhône-Alpes)

### Nizozemsko
- Science Park Amsterdam (Amsterdam)
- Bio Science Park Leiden (Leiden)
- Isar Valley (München)
- Technopolis Delft (Delft)
- Science Park Eindhoven (Eindhoven)
- Science Park Maastricht (Maastricht)

### Chorvatsko
- Technološki park Varaždin (Varaždin)

### Maďarsko
- Infopark (Budapešť)

### Německo
- Biotechnologiepark Luckenwalde (Luckenwalde)
- Black Forest Silicon Valley (St. Georgen vo Schwarzwalde v Bádensko-Württembersko)
- CFK Valley (Stade)
- Measurement Valley (Göttingen)
- Medical Valley (Region okolo Erlangenu v Bavorsku)
- MicroTechParks (Thalheim)
- Science and Technology Park Berlin Adlershof (Berlín)
- Silicon Saxony (Region okolo Drážďan v Sasku)
- Silicon Woods (Kaiserslautern v Porýní-Falcku)
- Solar Valley (Erfurt, Halle, Drážďany)
- Technologiepark-Heidelberg (Heidelberg)
- Vědeckotechnický park WISTA (Berlín-Adlershof)

### Polsko
- Szczeciński Park Naukowo-Technologiczny (Stětín)
- Pomeranian Science and Technology Park (Gdynia)
- KRAKOW LIFESCIENCE PARK – Jagiellonian Centre of Innovation Ltd – JCI Ltd
- Poznań Science and Technology Park (Poznaň)
- Wrocławski Park Technologiczny, (Wrocław)
- Lower Silesian Technology Park T-Park (Dolnośląski Park Technologiczny "T-Park")
- Krakow Technology Park (Krakow)

### Portugalsko
- Avepark (Caldas das Taipas)
- Biocantpark (Cantanhede)
- Brigantia Eco Park (Bragança)
- Feirapark (Porto)
- Gaia Park (Vila Nova de Gaia)
- iParque (Coimbra)
- Instituto Pedro Nunes (Coimbra) [nedostupný zdroj]
- Lispólis (Lisabon)
- Madan Parque de Ciência (Caparica)
- Madeira Tecnopólo (Funchal)  Archivováno 17. 5. 2019 na Wayback Machine.
- Óbidos Terra Digital (Óbidos)
- Parque Tecnológico da Mutela (Almada)
- Polo Tecnológico do Algarve (Faro)
- Portuspark (Porto)
- Parkurbis (Covilhã)
- Régia-Douro Park (Vila Real)
- Sanjotec (São João da Madeira)
- Tecmaia (Maia)
- Tagos Valley (Abrantes)
- Taguspark (Oeiras)

### Rakousko
- Silicon Alps (Kärnten)
- Tech Gate Vienna (Wídeň)
- Lakeside Science& Technology Park (Klagenfurt)

### Rusko
- High Technology Park (Chanty-Mansijsk)  Archivováno 4. 7. 2015 na Wayback Machine.
- Scientific-Technological Park Dubna (Dubna)  Archivováno 18. 8. 2010 na Wayback Machine.
- Technopark Alabuga (Tatarstán)
- Technopark Dubna (Dubna)  Archivováno 16. 1. 2016 na Wayback Machine.
- Technopark Grabcevo (Kaluga)
- Technopark Idea (Tatarstán)
- Technopark Ingria (Petrohrad)
- Technopark Idea (Tatarstán)
- Technopark IrGTU (Irkutsk)
- Technopark Sarov (Nižnij Novgorod)
- Technopark Vorsino (Kalužská oblast)
- Technopolis Himgrad (Tatarstán)
- Technopark Kaluga Juh (Kaluga)
- Kuzbasskiy technopark (Kemerovská oblast)
- Technopark Nagatino i-Land (Moskva)
- Novosibirský Akademgorodok
- Technopark Strogino
- Mendeleev University Science Park (Moskva)
- Technopark Samara (Samara)
- Technopark Smolenka (Petrohrad)
- Technopark Tyumen (Tyumen)

### Slovensko
- Vědecko-technologický park Žilina (Žilina)  Archivováno 9. 8. 2020 na Wayback Machine.

### Španělsko
- Parc Tecnològic del Vallès – Barcelona
- Tecnológico de Boecillo – Valladolid
- Parque Tecnológico de Andalucía – Málaga
- Cartuja93 Sevilla
- Parque Tecnológico de León León
- Parc Científic i Tecnològic Universitat de Girona Girona
- Parc cientific Universitat de Valencia – Valencia

### Švýcarsko
- Biotech Valley (Basilej)
- Businesspark Zug
- BIO-TECHNOPARK® Schlieren-Zürich
- Centro Promozione START-UP
- Entrepreneur Tower
- Fri Up
- glaTec Technologiezentrum an der Empa in Dübendorf
- GROW (koučink)
- Gründerzentrum Kanton Solothurn
- innoBE AG
- ITS Industrie- und Technozentrum Schaffhausen
- Nanotech Valley (Neuchâtel-Lausanne)
- NEODE - Parc scientifique et technologique Neuchâtel
- Parc Scientifique PSE
- START! Gründungszentrum
- StartZentrum Zürich
- tebo
- TEAG Technologiepark Immobilien AG
- Technopark Aargau
- TECHNOPARK® Winterthur AG
- The Ark
- Y-Parc SA
- TECHNOPARK® Zürich
- TechnologieZentrum Witterswil AG

### Švédsko
- Wireless Valley (Stockholm)

### Itálie
- AREA Science Park (Terst blízko slovinských hranic)
- Bioindustry Park del Canavese (Canavese poblíž Turína na severu Itálie)
- Etna Valley (Catania)

### Velká Británie
- Adastral Park, (Ipswich)
- Cambridge Science Park (Cambridge)
- Norwich Research Park (NRP) (Colney)
- Peel Park (East Kilbride)
- Surrey Research Park
- Wavertree Technology Park (poblíž Liverpoolu)
- University of Warwick Science Park (Coventry)
- The Surrey Research Park (University of Surrey Guildford)
- SQW Limited (SQW)

#### JZ
- SPark – Bristol a Bath Science Park
- Tamar Science Park – Plymouth
- Tetricus BioIncubator – Porton Down Science Park, Salisbury
- University of Bristol SETsquared Centre – Bristol
- University of Exeter Science Park – Exeter
- Winfrith Technology Centre – Winfrith, Dorset

#### JV
- Begbroke Science Park – Oxford
- Culham Science Centre –
- Harwell Science and Innovation Campus
- Kent Science Park – Sittingbourne
- Langstone Technology Park – Havant
- Oxford Science Park – Oxford
- Surrey Research Park – Guildford
- University of Reading Science & Technology Centre – Reading
- University of Southampton Science Park – Southampton

#### Londýn
- BioPark – Welwyn Garden City
- Brunel Science Park – Uxbridge
- Lee Valley Technopark – Tottenham
- South Bank Technopark – Southwark
- The London Science Park at The Bridge, Dartford

#### V. Anglie
- Babraham Research Campus – Cambridge
- BioPark – Welwyn Garden City
- Cambridge Research Park – Cambridge
- Cambridge Science Park – Cambridge
- Cambridge Bio-Medical Campus – Cambridge
- Chesterford Research Park – Saffron Walden
- Colworth Science Park – Sharnbrook
- Cranfield Technology Park – Cranfield
- Granta Park – Cambridge
- Norwich Research Park – Colney, South Norfolk
- Papworth Bioincubator – Cambridge
- St John's Innovation Centre – Cambridge
- The University of Essex Research Park – Colchester
- University of Cambridge West Cambridge Site – Cambridge
- Writtle College – Chelmsford

#### V. Midlands
- BioCity Nottingham – Nottingham
- Loughborough Science Park – Loughborough
- Nottingham Science and Technology Park – Nottingham
- University of Nottingham Innovation Park – Nottingham

#### Z. Midlands
- Aston Science Park – Birmingham
- Birmingham Research Park Ltd – Birmingham
- Coventry University Technology Park – Coventry
- Keele University Science Park – Keele
- Malvern Hills Science Park – Malvern
- Staffordshire Technology Park –
- University of Warwick Science Park – Coventry
- University Science Park, Pebble Mill – Edgbaston, Birmingham
- Wolverhampton Science Park – Wolverhampton

#### SZ
- Daresbury Science and Innovation Campus – Daresbury
- Lancaster Science Park – Lancaster
- Liverpool Innovation Park – Liverpool
- Liverpool Science Park – Liverpool
- Manchester Science Park Ltd – Manchester
- MerseyBio – Liverpool
- Westlakes Science & Technology Park – Cumbria

#### Yorkshire
- Advanced Manufacturing Park – Rotherham
- Leeds Innovation Centre – Leeds
- Newlands Science Park – Hull
- Sheffield Technology Parks – Sheffield
- The Sheffield Bioincubator – Sheffield
- York Science Park – York
- Listerhills Science Park – Bradford

#### SV
- NETPark – The North East Technology Park – Sedgefield
- Sunderland Science Park – Sunderland

#### Skotsko
- Aberdeen Science Parks – Aberdeen
- Ayrshire Innovation Centre – Irvine
- BioQuarter – Edinburgh
- Dundee Medipark – Dundee
- Dundee Technology Park – Dundee
- Edinburgh Technopole – Edinburgh
- Elvingston Science Centre – East Lothian
- Heriot-Watt University Research Park – Edinburgh
- Hillington Park Innovation Centre – Glasgow
- Pentlands Science Park – Midlothian
- Roslin BioCentre – Midlothian
- Scottish Enterprise Technology Park – East Kilbride
- Stirling University Innovation Park – Stirling
- Tweed Horizons – Melrose
- West of Scotland Science Park – Glasgow

#### Wales
- Cardiff Business Technology Centre – Cardiff
- Technium – Swansea
- Technium Digital@Sony Technium Digital@Sony

#### Severní Irsko
- AURIL – Belfast
- Northern Ireland Science Park – Belfast
- Ulster Science & Technology Park –  Derry
- University of Ulster Science Research Parks – Derry